# St. George’s Cathedral (Freetown)
St. George’s Cathedral (auch Freetown Cathedral) ist die anglikanische Kathedrale in Freetown in Sierra Leone. Sie ist Bischofssitz und Hauptsitz der Diözese Freetown, die der Church of the Province of West Africa zugehörig ist.
Der Bau der Kirche begann 1817 und wurde 1828 abgeschlossen.